# Cuscuta ruschanica
Cuscuta ruschanica är en vindeväxtart som beskrevs av S.Yu. Yunusov. Cuscuta ruschanica ingår i släktet snärjor, och familjen vindeväxter. Inga underarter finns listade i Catalogue of Life.